# Crusade
Crusade é uma s+erie de TV que é um spin-off de Babylon 5 de J. Michael Straczynski. Sua ação transcorre no ano 2267 E.C., imediatamente após os eventos mostrados no telefilme A Call to Arms. Em "A Call To Arms", a Terra é contaminada por um vírus mutante criado pelos Drakhs, o qual exterminará toda a população em cinco anos - a não ser que o capitão Matthew Gideon e a tripulação da nave "Excalibur" consigam descobrir uma cura em algum lugar do Universo.

## Histórico de produção
Como Babylon 5, Cruzade tinha a intenção de ter um período de cinco anos, embora, como observa Straczynski no Comentário em DVD para "A Call to Arms , pretendia resolver a praga de Drakh depois de uma temporada ou duas e passar para outras histórias. Surgiram conflitos, no entanto, entre produtores e executivos da TNT (rede de TV dos EUA) e a produção foi cancelada antes da transmissão do primeiro episódio.
A pesquisa da TNT havia indicado que o público do  Babylon 5  não assistia a outros programas da TNT, e da mesma forma o público principal da TNT não estava assistindo o programa, tornando outro programa relacionado pouco atraente para a gerência da rede. Straczynski acredita que a "interferência" da rede com a produção foi uma tentativa de sair do contrato, permitindo-lhes argumentar que ele não entregou a série que eles queriam.
Treze episódios foram feitos e transmitidos pela TNT, com pelo menos mais quatro roteirizados. O  Sci-Fi Channel tentou pegar o programa e continuar a produção, mas não conseguiu encontrar espaço em seu orçamento.

## Cronologia de uma cruzada

### Chamado às armas
"Crusade" surgiu num momento em que Straczynski parecia ter superado os problemas que o perseguiram durante os cinco anos (1993-1998) em que "B5" esteve em produção, inclusive as inevitáveis comparações com a outra grande franquia da FC televisiva, "Star Trek". Depois de ver-se ameaçada de suspensão no quarto ano de produção, "B5" foi "adotada" pela rede TNT, uma co-irmã da Warner Bros., antiga detentora da série. A TNT bancou o quinto e último ano de produção de "Babylon 5", produzindo ainda diversos filmes para TV baseados na mesma e fechando com chave de ouro o arco imaginado por JMS. Enquanto "Star Trek" parecia ter entrado num ciclo de dormência e baixa criatividade, "B5" atingira sua idade de ouro e o futuro parecia róseo. Todavia, as coisas não eram exatamente o que pareciam.

### Correndo na noite
É bom que se diga que a TNT, cuja sede corporativa está situada em Atlanta, nunca havia tido em sua linha de produção uma série dramática como "B5". Na verdade, a rede sempre foi mais conhecida pelos seus faroestes. Portanto, quando no início de 1998, os executivos solicitaram de JMS algo para ocupar o espaço deixado por "B5" e ele respondeu que estava pensando justamente em criar uma nova série que envolvesse "mais aventura e mais desafios", a direção da TNT pareceu aprovar a ideia. Como se veria mais adiante, "aventura" era uma palavra que eles conheciam bem, embora, não exatamente no sentido que JMS pretendia empregar.
JMS apresentou aos executivos da TNT suas ideias sobre a nova produção, "Crusade". Ela seria introduzida pelos acontecimentos vistos no telefilme "A Call To Arms" (um dos melhores feitos sobre "B5"), e depois entraria em vôo solo. Como em outras produções "sérias" de FC, pesquisadores (da NASA) foram arregimentados como consultores, para dar um verniz de ciência à ficção. Eles lidaram com detalhes sobre, por exemplo, a aparência de um planeta em um sistema binário (onde os sóis se levantam e se põe, o posicionamento das sombras etc) ou dispositivos contra descompressão explosiva nas naves do século XXIII. Todavia, não era exatamente atrás de credibilidade científica que os executivos da TNT andavam.

### Zona de guerra
Indubitavelmente, algo aconteceu à TNT, entre o lançamento da última temporada de "Babylon 5" e o início da produção de "Crusade". Especula-se que a queda dos índices de audiência de "B5" (motivado, entre outros fatores, pela forma errática como o programa foi inserido na grade de programação da rede), tenha feito com que os executivos de Atlanta concluíssem que seu negócio realmente eram os faroestes, e que ficção científica só funcionava no Sci-Fi Channel.
O primeiro sinal claro de que os ânimos haviam mudado, ocorreu logo após a filmagem do quinto episódio, "Each Night I Dream of Home", na qual a "Excalibur" volta à órbita da Terra para cumprir uma missão secreta - e arriscada. A TNT paralisou a produção, alegando que "Crusade" estava cheia de "conversa fiada", e exigiu uma extemporânea mudança nos uniformes e cenários, bem como um novo episódio introdutório que lhes dessem a "aventura" prometida - e não entregue, sob seu ponto de vista - por JMS (todavia, uma simples olhada em dois dos episódios originais, "Racing the Night" e o próprio "Each Night I Dream of Home" desmonta essa teoria).
O novo episódio de abertura, "War Zone", foi escrito sob supervisão dos executivos de Atlanta, e contém todas as cenas de luta que eles haviam desejado. O brilho de J. Michael Straczynski só aparece na cena em que Galen faz perguntas existenciais à Gideon, depois incorporadas à abertura da série.
É necessário dizer, em nome da verdade, que o contrato de JMS com a TNT não o obrigava a mudar uma vírgula sequer em "Crusade", visto que ele era o produtor-executivo da série, e, teoricamente, a rede nada mais podia fazer além de dar sugestões. Teoricamente. Na prática, o que ocorreu foi que a TNT pressionou Straczynski a implantar as mudanças que ela desejava. Agir de modo contrário significaria perder qualquer esperança de retomar a produção.
A anuência de JMS acabou por lhe custar caro. No início de Setembro de 1998, chegou a público o conteúdo de um memorando interno da TNT, onde a rede expressava seu desejo por mais sexo e violência em "Crusade". No dia 19 do mesmo mês, JMS confirmou a existência do memorando, mas afirmou que, "para sua satisfação", o problema já estava resolvido. Na verdade, não estava. De acordo com uma irritada mensagem divulgada na Internet por Harlan Ellison, veterano escritor de FC e consultor de criação em "B5", a TNT tencionava transformar o programa num "bordel no espaço".
Sentindo-se seguros, os executivos da rede fizeram novas exigências, eventualmente cumpridas por JMS. Ele lhes deu Trace Miller, o piloto arrogante, e suavizou a aparência da ex-ladra Dureena Nafeel. Foi o seu limite. Quando sugeriram que Dureena fosse violentada no episódio "The Well of Forever" e inventaram o papel do "explorador sexual" (alguém que faria sexo com todos os alienígenas encontrados no caminho pela "Excalibur", para "aumentar o conhecimento mútuo", naturalmente...), ele começou a dizer "não". Tarde demais, infelizmente. Em resposta à sua insubmissão, segundo JMS, a TNT lhe disse: "Faça os 13 episódios e é tudo". Foi assim que "Crusade" acabou, antes mesmo de começar.

### Aparências e outras fraudes
Como fazer para explicar o fato de que os uniformes em cinza e vermelho, dos cinco episódios originais, se tornassem pretos nos oito restantes? Com a possibilidade de refilmar tudo descartada, Straczynski teve de usar a imaginação para arranjar uma explicação convincente.
A solução foi dada no episódio "Appearances and Other Deceits". Nele, a "Excalibur" recebe a visita de dois especialistas em propaganda do Governo Terrestre, cuja missão é melhorar o moral (bastante baixa, aparentemente) daqueles que aguardam em casa por uma boa notícia sobre a cura da praga Drakh. Os dois burocratas concluem que os uniformes da tripulação e a própria aparência interna da nave, não traduzem o necessário senso de "poder, dignidade e presença", e resolvem adotar um esquema de cores mais apropriado para obter este efeito.
É difícil deixar de perceber a ironia que faz com que os burocratas da Terra escolham como "politicamente correto", justamente o esquema de cores original em cinza e vermelho. Igualmente, o dedo de J. Michael Straczynski é notado em diversos comentários desabonadores ao longo do episódio. O capitão Matthew Gideon, após colocar o "novo" uniforme, diz estar se sentindo como "um garoto de recados". Em outro momento, um alienígena é levado ao Centro Médico da nave. Ele está aparentemente estável, mas então tem um mal súbito e morre inexplicavelmente. Gideon pede explicações sobre o misterioso incidente à Dra. Chambers, e ela responde: "Eu não sei. Talvez seja algum tipo de imperativo cultural contra ser ajudado por outra raça, ou pode ser que não tenha gostado da decoração". Gideon, então, dá a seguinte resposta: "Bom, ele não foi o primeiro a fazer esse comentário hoje".
Assim, como os cinco episódios originais foram relocados para irem ao ar somente depois de "Appearances and Other Deceits", os telespectadores poderiam inferir que durante os mesmos, a "Excalibur" estaria sendo vítima de alguma campanha governamental de relações públicas. No 14º episódio, "To the Ends of the Earth", "um horrível acidente na lavanderia" explicaria a volta dos uniformes pretos, mas ele nunca chegou a ser filmado.

### As regras do jogo
Uma série de eventos bizarros evidenciaram a má vontade da TNT para com JMS, a partir do final de 1998. O primeiro foi o modo como a rede promoveu (ou deixou de promover) "Crusade". Contra todas as pesquisas efetuadas pelas emissoras de TV norte-americanas ressaltando o fato de que a audiência cai nos meses de verão no hemisfério norte, a série foi programada para estrear em 9 de Junho de 1999. "A Call to Arms", que estabelece a premissa básica da série, foi exibido em Janeiro do mesmo ano, e estranhamente, apresentado ao público apenas como "a última aventura de Babylon 5". Se a TNT não houvesse subvertido o cronograma de JMS, "Racing the Night" poderia ter ido ao ar apenas três dias após a exibição de "A Call to Arms".
Outro erro primário, desta vez pelo departamento de marketing da TNT, foi apresentar "Crusade" como um programa sobre "Rangers renegados". "Ranger" é uma palavra que só faz sentido, mesmo no universo de "B5", para alguém que tenha acompanhado assiduamente a série. Curiosamente, não há nenhum Ranger (nem "renegado") no elenco principal de "Crusade", e eles só são vistos (brevemente) em dois episódios da série.
Como parte de sua estratégia de promoção, a TNT havia programado para Janeiro de 1999 uma conferência sobre "Crusade", onde Straczynski e seu elenco se apresentariam perante os críticos, e responderiam às perguntas destes sobre o programa. No último minuto, a rede cancelou a conferência, alegando que preferia aguardar até Julho, para organizar um encontro com a imprensa. Isto parece estranho se for lembrado que a série estava programada para estrear em Junho, e, portanto, a TNT deveria desejar a maior publicidade possível antes, e não depois da estreia. Descobriu-se, posteriormente, que havia uma boa razão para o cancelamento: JMS havia dito aos executivos da rede que os chamaria de "idiotas" na frente dos repórteres. "Subitamente, eles cancelaram o evento", disse Straczynski numa entrevista em Maio de 1999, concluindo com ironia: "que surpresa".
Nesta altura dos acontecimentos, o clima já estava bastante tenso entre JMS e a TNT. A rede decidiu que não queria mais saber da série, e a Warner Bros. tentou vendê-la para o Sci-Fi Channel. Este se mostrou interessado, mas em fins de Fevereiro de 1999 concluiu que não possuía saldo suficiente no orçamento para bancar a produção de "Crusade". No dia 26 de Fevereiro, JMS anunciou aos fãs que a série havia chegado ao fim, e que as possibilidades de sua continuidade futura eram remotas.

### A longa estrada
"Crusade" foi ao ar na TNT em 1999, e reexibida pelo Sci-Fi Channel no ano seguinte (no Brasil, foi exibida na TV aberta em 2001 pelo SBT, nas tardes de sábado). O Sci-Fi Channel indagou à JMS qual era a sua ordem preferida para a transmissão dos episódios, e ele a apresentou como se segue abaixo. Esta ordem acarreta alguns erros de continuidade, com os uniformes mudando de um episódio para o outro, mas Straczynski disse que era a seqüência que fazia mais justiça ao arco da história como um todo.
1. "Racing the Night"
2. "The Needs of Earth"
3. "The Memory of War"
4. "The Long Road"
5. "Visitors from Down the Street"
6. "The Well of Forever"
7. "Each Night I Dream of Home"
8. "Patterns of the Soul"
9. "The Path of Sorrows"
10. "Ruling from the Tomb"
11. "The Rules of the Game"
12. "War Zone"
13. "Appearances and Other Deceits"

## Elenco
- Capitão Matthew Gideon (Gary Cole): capitão da Excalibur.
- Tenente John Matheson (Daniel Dae Kim): segundo em comando. Um poderoso telepata.
- Max Eilerson (David Allen Brooks): um arqueólogo ganancioso da Interplanetary Expeditions.
- Galen (Peter Woodward): um tecnomago, aparentemente expulso de sua ordem por ajudar Gideon. Possui nave e agenda próprias.
- Dra. Sarah Chambers (Marjean Holden): oficial médica da nave.
- Dureena Nafeel (Carrie Dobro): ex-ladra e última sobrevivente conhecida de sua raça (a qual teria sido exterminada pelas Sombras durante a Guerra das Sombras).
- Capitã Elizabeth Lochley (Tracy Scoggins): oficial-comandante da estação espacial Babylon 5.

## Lista de episódios

### Ordem de exibição da TNT
1. "War Zone"
2. "The Long Road"
3. "The Well of Forever"
4. "The Path of Sorrows"
5. "Patterns of the Soul"
6. "Ruling from the Tomb"
7. "The Rules of the Game"
8. "Appearances and Other Deceits"
9. "Racing the Night"
10. "The Memory of War"
11. "The Needs of Earth"
12. "Visitors from Down the Street"
13. "Each Night I Dream of Home"

### Ordem cronológica oficial
Esta ordem tem sido formalmente endossada como a "verdadeira" seqüência cronológica dos acontecimentos nos episódios filmados por J. Michael Straczynski, tal como apareceram na The Official Babylon 5 Chronology (publicada nas páginas da The Official Babylon 5 Magazine em 1999-2000). Esta ordem particular substitui a própria seqüência "preferida" de Straczynski de um ponto de vista causal e estritamente cronológico, embora alguns fãs ainda prefiram assistir a série na seqüência em que ela foi ao ar originalmente.
1. "War Zone"
2. "The Long Road"
3. "Appearances and Other Deceits"
4. "The Memory of War"
5. "The Needs of Earth"
6. "Racing the Night"
7. "Visitors From Down the Street"
8. "Each Night I Dream of Home"
9. "The Path of Sorrows"
10. "Patterns of the Soul"
11. "Ruling From the Tomb"
12. "The Well of Forever"
13. "The Rules of the Game"

### Episódios não filmados
- "Value Judgements", por Fiona Avery
- "Tried and True", por Fiona Avery
- "To The Ends Of The Earth", por J. Michael Straczynski
- Episódio sem título da "Caixa do Apocalipse", por J. Michael Straczynski
- "War Story" ("Sword Trilogy," Parte I), por Richard Mueller
- "The Walls of Hell" ("Sword Trilogy," Parte II), por Larry DiTillio
- Episódio sem título ("Sword Trilogy," Parte III), por J. Michael Straczynski
- "The End of the Line" (encerramento da temporada), por J. Michael Straczynski